# Robert Fernandez Diaz
Robert Fernandez Diaz (Salonicco, 8 gennaio 1930 – Meina, 23 settembre 1943) è stato un ebreo di origine greca, una delle tre più giovani vittime della strage di Meina, uno degli episodi dell'Olocausto del Lago Maggiore.

## Biografia
Robert e la sua famiglia arrivarono sul Lago Maggiore da Salonicco per sfuggire alle persecuzioni razziali. La sua famiglia era composta dal nonno, dal padre, Pierre Fernandez Diaz, dalla madre Liliana Shalom e dai fratelli Blanchette e Jean.  Ospiti all'Hotel Meina di Meina (NO) furono catturati il 16 settembre 1943 e successivamente uccisi nello stesso luogo. Robert morì per affogamento.
Robert e la sua famiglia sono annoverati fra le 57 vittime ad oggi accertate dell'Olocausto del Lago Maggiore. Testimone oculare e sopravvissuta alla strage fu Becky Behar, che si impegnò per l'intitolazione delle scuole cittadine ai fratelli Fernandez Diaz.